# Malimbus cassini
Malimbus cassini là một loài chim trong họ Ploceidae.